# 佐藤成順
佐藤 成順（さとう せいじゅん、1932年5月19日 - 2018年12月14日）は、仏教学者、大正大学名誉教授。

## 経歴
東京府荏原郡品川町（後に品川区）生まれ。1956年、早稲田大学文学部東洋哲学科卒。1959年、同大学院文学研究科修士課程修了。1965年、大正大学大学院文学研究科博士課程満期退学。大正大学講師、助教授、教授。1994年「中国浄土教思想史の研究」で大正大学文学博士。2003年定年退任、名誉教授。浄土宗勧学。三康文化研究所研究員。中国仏教が専門。2018年12月14日没。墓所は新馬場の願行寺。

## 著書
- 『中国仏教思想史の研究』山喜房佛書林 1985
- 『宋代仏教の研究 元照の浄土教』山喜房佛書林 2001
- 『善導の宗教 中国仏教の革新』浄土宗出版 浄土選書 2006
- 『宋代仏教史の研究』山喜房佛書林 2012

### 記念論文集
- 『東洋の歴史と文化 佐藤成順博士古稀記念論文集』山喜房佛書林 2004

## 論文
- Cinii

## 注
1. ↑  『宋代仏教史の研究』著者紹介